# Pedro Antonio Restrepo
Pedro Antonio Restrepo Escovar (o Escobar) (Medellín, 11 de septiembre de 1815-Ibídem, 23 de enero de 1899) fue un político, abogado y educador colombiano.
Restrepo fue el fundador del municipio colombiano de Andes, en Antioquia y es el padre de los empresarios Carlos Eugenio y Nicanor Restrepo Restrepo.

## Familia

### Ascendencia
Pedro pertenecía a la prestigiosa familia de los Restrepo. Era hijo el décimo hijo de Félix Restrepo Granda y de su esposa María Teresa Escobar Correa. Era hermano de José Manuel, Gabriel, Juliana, Baltasar, Obdulia, Vicente, Gertrudis, José Manuel y Joaquina Restrepo Escobar.

### Matrimonios y descendencia
Pedro Antonio contrajo nupcias en dos ocasiones.
Su primer matrimonio fue con Concepción Ochoa Arango, con quien se casó en su natal Medellín el 26 de octubre de 1839. De éste matrimonio nacieron sus hijos Elena, María Teresa, María Josefa, Ana Rosa, Pedro Antonio, Luis María, Félix María, Pedro Pablo, María Felisa y Manuel Felipe Restrepo Ochoa.
Viudo de Concepción en 1858, Pedro Antonio contrajo matrimonio por segunda vez con Cruzana Restrepo Jaramillo, con quien tuvo a sus hijos más conocidos, entre ellos Carlos Eugenio Restrepo y Nicanor Restrepo. Sus otros hijos eran el escritor Jorge Restrepo Restrepo (quien fue su biógrafo), Inés, Eliseo, Abel, Luis María, Concepción, Cruzana, Tulia y Juan María Restrepo Restrepo. Carlos llegó a ser presidente de Colombia entre 1914 a 1918.
Uno de sus cuñados de ése segundo matrimonio fue el empresario Macario Restrepo Jaramillo, quien fue cofundador de la Bolsa de Valores de Medellín, el ferrocarril de Amagá, y la Empresa de Teléfonos de Medellín, de la cual se derivó Empresas Públicas de Medellín, EPM.

## Legado
Sus escritos fueron recopilados por su hijo Carlos Eugenio Restrepo, y luego fueron donados en 1989 a la Fundación Antioqueña para los Estudios Sociales, creado por el sabio Luis Ospina Vásquez. Los Restrepo luego donaron al centro de educación superior colombiano Universidad Eafit en 2009, donde actualmente reposan su archivo privado.